# Stella al mercurio-manganese
Le stelle al mercurio-manganese sono un particolare tipo di stella peculiare che presentano una marcata linea spettrale a 398,4 nm a causa dell'assorbimento di mercurio ionizzato.
Sono stelle di classe spettrale B8, B9 o A0 caratterizzate da un'abbondanza di elementi quali fosforo, manganese, gallio, stronzio, ittrio, zirconio, platino, mercurio accompagnata da un campo magnetico debole.
La loro rotazione è relativamente lenta e di conseguenza l'atmosfera relativamente tranquilla. La prevalenza degli effetti gravitazionali fa precipitare verso l'interno alcune tipologie di atomo e lascia emergere verso la superficie altri tipi sotto la spinta della pressione di radiazione determinando una composizione non omogenea della massa stellare.
Il prototipo di queste stelle è Alpheratz (α Andromedae). Le più luminose tra loro sono elencate nella tabella sottostante.
| Nome                        | Classe spettrale | Magnitudine apparente |
| --------------------------- | ---------------- | --------------------- |
| Alpheratz (α Andromedae)    | B8IVmnp          | +2,06                 |
| Gienah Gurab (γ Corvi)      | B8III            | +2,59                 |
| Maia (20 Tauri)             | B8III            | +3,87                 |
| χ Lupi                      | B9IV             | +3,96                 |
| Muliphein (γ Canis Majoris) | B8II             | +4,10                 |
| φ Herculis                  | B9mnp            | +4,23                 |
| π1 Bootis                   | B9p              | +4,91                 |
| ι Coronae Borealis          | A0p              | +4,98                 |
| κ Cancri A                  | B8IIImnp         | +5,24                 |
| Dabih (β Capricorni B)      | B9.5III/IV       | +6,10                 |
| 56 Aquarii                  | B8II C ~         | +6,35                 |

Fonte: Classe spettrale e magnitudine apparente dalla base dati SIMBAD.